# بيروت الكبرى
تمثل بيروت الكبرى  التجمعات الحضرية التي تضم مدينة بيروت (محافظة بيروت) والبلديات المجاورة لمحافظة جبل لبنان. لا تعتبر بيروت الكبرى وحدة إدارية مستقلة، وتمتد في جنوب وشرق وشمال مدينة بيروت. أما جهة الغرب، فيوجد البحر الأبيض المتوسط كحدود طبيعية.

## الدين
يوجد قرابة 2.2 مليون شخص في بيروت الكبرى، يمثل المسلمون منهم 50 % بنسب 25% للسنّة غربا«و25 % للشيعة جنوبا» ويمثل منهم المسيحيين 50 % شمالا«و شرقا» بنسب 35% للكاثوليك و15 % للأورثوذوكس. وتحتل الأقليات الأخرى نسبة 1%.
  

## قائمة المدن في بيروت الكبرى (قائمة جزئية)

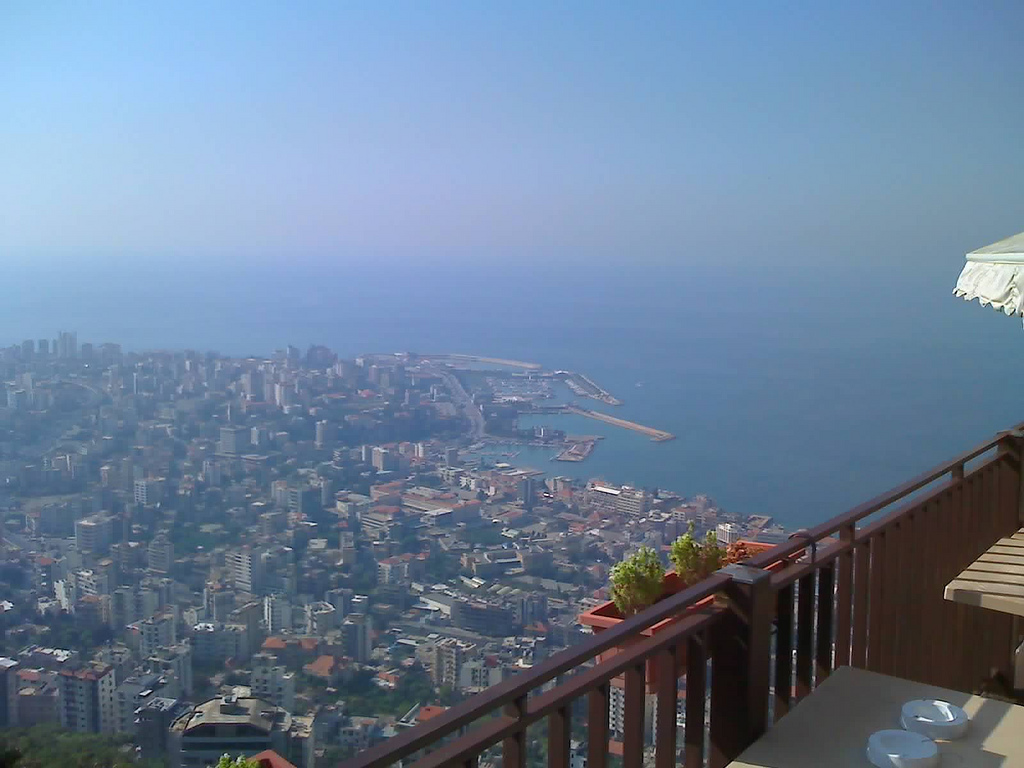
Jounieh

- بيروت

- دكوانة

- جديدة

- كفرشيما

- الشياح

- جونيه

- بعبدا

- فرن الشباك

- Jounieh